# 丁浩川
丁浩川（1909年—1961年），男，直隶（今河北）完县人，中国教育家，曾任泽东青年干部学校生活指导处副处长，东北师范大学副校长、代校长，中国科学院吉林分院副院长。